# Orientales de Humacao 2013
Questa voce raccoglie le informazioni riguardanti le Orientales de Humacao nella stagione 2013.

## Stagione
La stagione 2013 vede le Orientales de Humacao debuttare nella LVSF, presentandosi ai nastri di partenza con una rosa composta da dodici giocatrici, guidate da Ramón Lawrence. Tra le atlete locali spiccano i nomi di Shalimarie Merlo, Mariel Medina, Darangelyss Yantín, Jetzabel Del Valle e Wilnelia González, a cui vengono affiancate le straniere Jessica Swarbrick e Juliana Paz.
Al debutto le Orientales vengono sconfitte a domicilio dalle Vaqueras de Bayamón, per poi cedere anche nella gara successiva contro le Mets de Guaynabo. A dare manforte alla squadra ci pensano gli ingaggi di Emily Brown e Falyn Fonoimoana, col conseguente addio di Juliana Paz. La prima storica vittoria della franchigia arriva il 30 gennaio sulle Gigantes de Carolina e viene bissata nell'incontro successivo contro le Pinkin de Corozal. Nelle altre sette gare disputate a febbraio le Orientales centrano quattro successi, di cui tre consecutivi; tuttavia a marzo la squadra entra in crisi, aggiudicandosi appena un incontro e collezionando ben otto sconfitte. Questi risultati portano ad un nuovo ritocco in formazione, con l'addio di Jessica Swarbrick, sostituita da Stephanie Niemer. Dopo il ritorno al successo con le Valencianas de Juncos, chiudono la stagione regolare nettamente sconfitte dalle Criollas de Caguas.
Grazie alla settima piazza occupata in regular season, le Orientales accedono ai play-off, partecipando al Girone B dei quarti di finale, che le vedono impegnate contro Leonas de Ponce, Criollas de Caguas e Mets de Guaynabo. Dopo il successo di gara 1 in casa delle Leonas, la qualificazione viene immediatamente compromessa da tre sconfitte consecutive. Dopo un'altra vittoria sulle Leonas, il cammino delle Orientales si interrompe in gara 6, dopo la sconfitta al tie-break rimediata contro le Mets, con cui la franchigia chiude la sua prima stagione in LVSF con un settimo posto finale.
Tra le Orientales si distingue Falyn Fonoimoana, inserita nello All-Star Team del torneo.

## Organigramma societario
Area direttiva
- Presidente: Mark González

Area tecnica
- Allenatore: Ramón Lawrence

## Rosa
| N° | Nome               | Ruolo | Data di nascita  | Nazionalità sportiva |
| -- | ------------------ | ----- | ---------------- | -------------------- |
| 1  | Shalimarie Merlo   | L     | 21 luglio 1994   | Porto Rico           |
| 2  | Yashiree Molina    | L     | 20 marzo 1991    | Porto Rico           |
| 3  | Paola Ruiz         | L     |                  | Porto Rico           |
| 4  | Emily Brown        | S/O   | 23 gennaio 1986  | Stati Uniti          |
| 6  | Mariel Medina      | P     | 6 ottobre 1988   | Porto Rico           |
| 7  | Dolly Meléndez     | P     | 16 marzo 1984    | Porto Rico           |
| 8  | Lorraine Avilés    | S/O   | 25 giugno 1990   | Porto Rico           |
| 9  | Juliana Paz        | S     | 24 maggio 1988   | Brasile              |
| 10 | Jessica Swarbrick  | C/O   | 11 agosto 1987   | Stati Uniti          |
| 10 | Stephanie Niemer   | S     | 3 settembre 1989 | Stati Uniti          |
| 11 | Darangelyss Yantín | S     | 8 luglio 1985    | Porto Rico           |
| 12 | Jetzabel Del Valle | C     | 19 dicembre 1979 | Porto Rico           |
| 13 | Falyn Fonoimoana   | S     | 13 marzo 1992    | Stati Uniti          |
| 14 | Emily Calderón     | S     | 24 febbraio 1989 | Porto Rico           |
| 15 | Wilnelia González  | C     | 2 aprile 1985    | Porto Rico           |

## Mercato
| Acquisti | Acquisti           | Acquisti              | Acquisti      |
| R.       | Nome               | da                    | Modalità      |
| -------- | ------------------ | --------------------- | ------------- |
| L        | Shalimarie Merlo   | Vaqueras de Bayamón   | definitivo    |
| L        | Yashiree Molina    | Indias de Mayagüez    | definitivo    |
| L        | Paola Ruiz         | ?                     | definitivo    |
| P        | Mariel Medina      | Lancheras de Cataño   | fine prestito |
| P        | Dolly Meléndez     | Valencianas de Juncos | definitivo    |
| S/O      | Lorraine Avilés    | Vaqueras de Bayamón   | definitivo    |
| S        | Juliana Paz        | inattiva              | definitivo    |
| C/O      | Jessica Swarbrick  | Llaneras de Toa Baja  | definitivo    |
| S        | Darangelyss Yantín | Pinkin de Corozal     | definitivo    |
| C        | Jetzabel Del Valle | Lancheras de Cataño   | fine prestito |
| S        | Emily Calderón     | Saint Leo             | definitivo    |
| C        | Wilnelia González  | Vaqueras de Bayamón   | definitivo    |
| S/O      | Emily Brown        | Gigantes de Carolina  | definitivo    |
| S        | Falyn Fonoimoana   | inattiva              | definitivo    |
| S        | Stephanie Niemer   | Indias de Mayagüez    | definitivo    |

| Cessioni | Cessioni          | Cessioni | Cessioni |
| R.       | Nome              | a        | Modalità |
| -------- | ----------------- | -------- | -------- |
| S        | Juliana Paz       | -        | ritirata |
| C/O      | Jessica Swarbrick | -        | ritirata |

## Risultati

### LVSF

#### Regular season
| 25 gennaio 2013 Complejo Deportivo Emilio Huyke, Humacao    | Orientales de Humacao | 1 - 3 | Vaqueras de Bayamón   | 25-16, 24-26, 19-25, 25-27        |
| 27 gennaio 2013 Coliseo Mario Morales, Guaynabo             | Mets de Guaynabo      | 3 - 0 | Orientales de Humacao | 25-18, 25-19, 25-23               |
| 30 gennaio 2013 Complejo Deportivo Emilio Huyke, Humacao    | Orientales de Humacao | 3 - 1 | Gigantes de Carolina  | 25-22, 23-25, 25-22, 25-15        |
| 1 febbraio 2013 Coliseo Carmen Zoraida Figueroa, Corozal    | Pinkin de Corozal     | 2 - 3 | Orientales de Humacao | 25-21, 25-27, 25-23, 23-25, 13-15 |
| 8 febbraio 2013 Coliseo Cosme Beitia Sálamo, Cataño         | Lancheras de Cataño   | 3 - 1 | Orientales de Humacao | 25-17, 30-32, 25-17, 25-19        |
| 10 febbraio 2013 Complejo Deportivo Emilio Huyke, Humacao   | Orientales de Humacao | 3 - 2 | Indias de Mayagüez    | 24-26, 25-19, 25-23, 17-25, 16-14 |
| 15 febbraio 2013 Complejo Deportivo Emilio Huyke, Humacao   | Orientales de Humacao | 1 - 3 | Valencianas de Juncos | 26-28, 25-23, 21-25, 21-25        |
| 20 febbraio 2013 Complejo Deportivo Emilio Huyke, Humacao   | Orientales de Humacao | 1 - 3 | Leonas de Ponce       | 25-19, 21-25, 25-23, 25-17        |
| 23 febbraio 2013 Palacio de Recreación y Deportes, Mayagüez | Indias de Mayagüez    | 0 - 3 | Orientales de Humacao | 23-25, 22-25, 21-25               |
| 26 febbraio 2013 Complejo Deportivo Emilio Huyke, Humacao   | Orientales de Humacao | 3 - 0 | Lancheras de Cataño   | 25-17, 25-19, 25-13               |
| 28 febbraio 2013 Coliseo Rubén Rodríguez, Bayamón           | Vaqueras de Bayamón   | 1 - 3 | Orientales de Humacao | 22-25, 17-25, 25-19, 17-25        |
| 7 marzo 2013 Complejo Deportivo Emilio Huyke, Humacao       | Orientales de Humacao | 2 - 3 | Mets de Guaynabo      | 25-17, 25-19, 24-26, 24-26, 9-15  |
| 10 marzo 2013 Coliseo Guillermo Angulo, Carolina            | Gigantes de Carolina  | 3 - 1 | Orientales de Humacao | 27-25, 22-25, 25-22, 25-21        |
| 12 marzo 2013 Complejo Deportivo Emilio Huyke, Humacao      | Orientales de Humacao | 0 - 3 | Criollas de Caguas    | 22-25, 18-25, 26-25               |
| 14 marzo 2013 Complejo Deportivo Emilio Huyke, Humacao      | Orientales de Humacao | 1 - 3 | Pinkin de Corozal     | 19-25, 19-25, 25-16, 22-25        |
| 17 marzo 2013 Coliseo Rafael Amalbert, Juncos               | Valencianas de Juncos | 0 - 3 | Orientales de Humacao | 16-25, 18-25, 21-25               |
| 21 marzo 2013 Coliseo Salvador Dijols, Ponce                | Leonas de Ponce       | 3 - 1 | Orientales de Humacao | 26-24, 22-25, 25-22, 25-19        |
| 23 marzo 2013 Complejo Deportivo Emilio Huyke, Humacao      | Orientales de Humacao | 1 - 3 | Indias de Mayagüez    | 25-20, 18-25, 24-26, 20-25        |
| 26 marzo 2013 Coliseo Héctor Solá Bezares, Caguas           | Criollas de Caguas    | 3 - 1 | Orientales de Humacao | 25-20, 20-25, 25-23, 25-14        |
| 28 marzo 2013 Coliseo Salvador Dijols, Ponce                | Leonas de Ponce       | 3 - 1 | Orientales de Humacao | 22-25, 25-20, 25-23, 25-20        |
| 2 aprile 2013 Coliseo Rafael Amalbert, Juncos               | Valencianas de Juncos | 1 - 3 | Orientales de Humacao | 21-25, 16-25, 25-23, 19-25        |
| 4 aprile 2013 Complejo Deportivo Emilio Huyke, Humacao      | Orientales de Humacao | 0 - 3 | Criollas de Caguas    | 21-25, 17-25, 23-25               |

#### Play-off
| Quarti di finale (gara 1) - 6 aprile 2013 Coliseo Salvador Dijols, Ponce            | Leonas de Ponce       | 0 - 3 | Orientales de Humacao | 20-25, 23-25, 20-25               |
| Quarti di finale (gara 2) - 8 aprile 2013 Coliseo Rafael Amalbert, Juncos           | Orientales de Humacao | 1 - 3 | Mets de Guaynabo      | 25-16, 15-25, 20-25, 18-25        |
| Quarti di finale (gara 3) - 10 aprile 2013 Coliseo Rafael Amalbert, Juncos          | Orientales de Humacao | 2 - 3 | Criollas de Caguas    | 18-25, 23-25, 25-23, 26-24, 8-15  |
| Quarti di finale (gara 4) - 12 aprile 2013 Coliseo Héctor Solá Bezares, Caguas      | Criollas de Caguas    | 3 - 0 | Orientales de Humacao | 25-17, 25-14, 27-25               |
| Quarti di finale (gara 5) - 14 aprile 2013 Complejo Deportivo Emilio Huyke, Humacao | Orientales de Humacao | 3 - 2 | Leonas de Ponce       | 16-25, 28-26, 26-28, 25-20, 15-9  |
| Quarti di finale (gara 6) - 16 aprile 2013 Coliseo Mario Morales, Guaynabo          | Mets de Guaynabo      | 3 - 1 | Orientales de Humacao | 15-25, 25-21, 23-25, 25-17, 15-13 |

## Statistiche

### Statistiche di squadra
| Competizione | Punti | In casa | In casa | In casa | In trasferta | In trasferta | In trasferta | Totale | Totale | Totale |
| Competizione | Punti | G       | V       | P       | G            | V            | P            | G      | V      | P      |
| ------------ | ----- | ------- | ------- | ------- | ------------ | ------------ | ------------ | ------ | ------ | ------ |
| LVSF         | 32    | 14      | 4       | 10      | 14           | 6            | 8            | 28     | 12     | 16     |
| Totale       | -     | 14      | 4       | 10      | 14           | 6            | 8            | 28     | 12     | 16     |

G = partite giocate; V = partite vinte; P = partite perse